# شعوب ليس لها دولة
الشعوب التي ليس لها دولة هي جماعة عرقية أو شعب لا يملك دولة. ولا يُشكل أغلبية السكان في أي دولة من الدول. يعني مصطلح «ليس لها دولة» ضمنًا أن المجموعة «ينبغي» أن تكون لها دولة من هذا القبيل. قد تكون الشعوب التي ليس لها دولة من مواطني البلد الذي يعيشون فيه، أو قد يحرم هؤلاء السكان من جنسية البلد. ولا تمثل الشعوب التي ليس لها دولة عادةً في الرياضة الدولية أو في المنظمات الدولية مثل الأمم المتحدة. تصنف الشعوب التي ليس لها دولة على أنها من العالم الرابع. بعضها له تاريخ في المطالبة بالسيادة وإقامة دولة قومية.
الشعوب التي ليس لها دولة إما أن تنتشر في عدد من الدول (على سبيل المثال، وجد شعب يوروبا في الولايات الأفريقية في نيجيريا، وبنين وتوغو) أو تشكل السكان الأصليين لمقاطعة داخل دولة أكبر (مثل شعب الأويغور في منطقة شينجيانج ذاتية الحكم لقومية الأويغور داخل جمهورية الصين الشعبية). فبعض الشعوب التي ليس لها دولة كانت لها دولةٌ تاريخيًّا، وضُمت لاحقًا في دولة أخرى؛ على سبيل المثال، لم يُعترف بإعلان استقلال التبت في عام 1913، وغزتها في عام 1951 جمهورية الصين الشعبية التي تزعم أن التبت جزء لا يتجزأ من الصين، في حين تؤكد حكومة التبت في المنفى أن التبت دولة مستقلة تحت احتلال غير قانوني. وكانت بعض الجماعات العرقية في الماضي بدون جنسية ودولة إلى أن أصبحت تمتلك دولة قومية وجنسية (على سبيل المثال، كانت دول البلقان مثل الكروات والصرب والبوشناق والسلوفينيين والجبل الأسود والمقدونيين جزءًا من دولة يوغوسلافيا المتعددة الجنسيات؛ منذ تفكك يوغوسلافيا تشكلت هذه الدول).
يمكن أن تكون أعداد الشعوب التي ليس لها دولة ضخمة؛ فعلى سبيل المثال، يقدر عدد السكان الأكراد بأكثر من 30 مليون نسمة، ما يجعلهم من أكبر الشعوب التي ليس لها دولة. يمكن أن تقيم الشعوب التي ليس لها دولة في نفس المنطقة الجغرافية أو البلد؛ على سبيل المثال، الكنتابريون، والكتالونيون، والكاناريون، والكاستيلانيون، والباستليون، والأرجيون، والغاليسيون، والأستوريون، والفالنسيون والأندلسيون يعيشون داخل الدولة الإسبانية، أو الروهينغا، والأسامي، والسانثيلس، ومايثيلس يقيمون في جنوب آسيا، ولكن جميع الشعوب داخل الدول متعددة الثقافات لا تمتلك نفس الوعي حول كونها شعوبًا بلا دولة.  ففي إسبانيا، لم يطالب سوى أهل الباسك وكاتالونيا بحقهم في تقرير المصير، وهو ما أدى في إقليم الباسك إلى ظهور حركة إيتا المسلحة، وفي كاتالونيا، إلى محاولات عديدة للانفصال عن إسبانيا على مدى القرون الأربعة الماضية، باعتبارهم جمهورية كتالونية مستقلة.
وبما أن الدول ليست جميعها دولًا قومية، فهناك مجموعات عرقية تعيش في دول متعددة الجنسيات دون أن تعتبر «شعوبًا بلا دولة».

## الدول القومية والشعوب بدون دول
نشأت علاقة التكافل بين الدول والشعوب في أوائل القرن الثامن عشر في أوروبا الغربية الحديثة، وصُدّرت إلى بقية العالم من خلال الحكم الاستعماري. وفي حين تتخلى الدول القومية في أوروبا الغربية في الوقت الحالي عن بعض سلطاتها لصالح الاتحاد الأوروبي، فإن العديد من المستعمرات السابقة أصبحت الآن من المدافعين الجامحين عن مفهوم الدولة القومية.
الواقع أن جزءًا ضئيلًا من الشعوب القومية على مستوى تمتلك دولًا قوميّة وقُدّرت هذه النسبة ب 3 في المائة من قبل ميناهان. أما الباقي فيتوزع في دولة أو أكثر. ومن بين 192 دولة عضوا في الأمم المتحدة في عام 2006، كان هناك أقل من عشرين دولة عضوًا يمثلون دولًا قوميّة. وبالتالي فإن الدول القومية ليست سائدة كما يفترض غالبا، والشعوب التي لا دولة لها تمثل الغالبية العظمى من دول العالم.

## عواقب الاستعمار والإمبريالية
خلال الحقبة الاستعمارية والإمبرياليّة، وسعت الأمم والشعوب القوية نفوذها خارج أرضها، مما أدى إلى توقف العديد من الدول المستعمَرة عن كونها دول حكم ذاتي، ووصفت منذ ذلك الحين بأنها شعوب ليس لها دولة. بعض الشعوب كانت ضحية للتقسيم وأصبحت أراضيها مقسمة بين عدة دول وحتى اليوم تشكل الحدود الاستعمارية حدودًا بينها.

## القومية والشعوب التي ليس لها دول
يمكن أن يتحول الأشخاص ذوو الأصل المشترك أو التاريخ أو اللغة أو الثقافة أو العادات أو الدين إلى دول بإيقاظ الوعي. يمكن أن يوجد الشعب بدون دولة، كما هو الحال في الشعوب التي لا دولة. الجنسية ليست دائمًا الصفة القومية للشخص. وفي دولة متعددة الجنسيات يمكن أن تتعايش أو تتنافس شعوب مختلفة: فعلى سبيل المثال، توجد في بريطانيا القومية الإنجليزية والقومية الإسكتلندية وتُشكلان معًا القومية البريطانية، وكثيرًا ما ترتبط القومية بالنزعة الانفصالية لأن الأمة تحقق الكمال من خلال استقلالها.
على مر التاريخ، أعلنت شعوب عديدة استقلالها، ولكن لم تنجح جميعها في إقامة دولة. وحتى اليوم، هناك حركات للاستقلال في جميع أنحاء العالم. وكثيرا ما ينكر ادعاء الشعوب التي لا دولة لها بحق تقرير المصير بسبب المصالح الجيوسياسية وتزايد عولمة العالم. تبدي الشعوب التي ليس لها دولة أحيانًا تضامنها مع بعضها وتحافظ على علاقاتها الدبلوماسية.
لا يعتبر كل النّاس أنفسهم شعوبًا أو لا يتطلعون إلى امتلاك دول مستقلة. فالبعض يرى نفسه جزءًا من الدولة المتعددة الجنسيات ويرون أن مصالحهم ممثلة بشكل جيد فيها.

## مطالبات الشعوب التي ليس لها دولة
فيما يلي قائمة بالشعوب التي ليس لها دولة والتي تستوفي هذه المعايير:
- ليس بدولة ذات سيادة.[1]
- لا تشكل أغلبية في أي دولة ذات سيادة.[32]
- لديها واحدة أو أكثر من حركات الاستقلال أو الانفصال ومعروفة بوجودها.[3]
- لا تعترف بها أي دولة عضو في الأمم المتحدة (انظر أيضا: قائمة الدول ذات الاعتراف المحدود).[33]
- ليس مجموعة فرعية من أمة ما (هندوس البنغال وأمريكيون مكسيكيون).

| الشعب                        | العلم | اللغة                                                                     | الديانة السائدة                                                          | التعداد (تقديري) | القارة          | الدول/ة | الموطن                                                                                              | حركات وحدوية | ملاحظات |
| ---------------------------- | ----- | ------------------------------------------------------------------------- | ------------------------------------------------------------------------ | --- | --------------- | --- | --------------------------------------------------------------------------------------------------- | --- | --- |
| كرد                          |       | اللغة الكردية                                                             | إسلام مع أقليات تدين بالمسيحية والزرادشتية ويزدانية والربوبية واللاأدرية | 30,000,000–45,600,000(تعداد الأكراد حول العالم من ضمنها مناطق الحكم الذاتي مثل كردستان العراق والإدارة الذاتية لشمال وشرق سوريا) | آسيا            | العراق و تركيا و إيران و سوريا                                                                               | كردستان                                                                                             | القومية الكردية - الصراع التركي الكردي - انفصال الأكراد في إيران - النزاع العراقي الكردي - النزاع الكردي السوري | حكم ذاتي إقليمي في كردستان العراق والإدارة الذاتية لشمال وشرق سوريا. |
| يوروبا                       |       | لغة يوربا                                                                 | مسيحية وإسلام                                                            | 35,000,000 | إفريقيا         | نيجيريا و بنين و توغو                                                                                        | بلاد اليوروبا                                                                                       | مؤتمر شعوب أودوا                                                                                                | |
| شعب الإيغبو                  |       | لغة الإغبو                                                                | المسيحية (الكاثوليكية مع أقليات بروتستانتية كبيرة                        | 30,000,000 | إفريقيا         | نيجيريا | بيافرا                                                                                              | حركة تفعيل دولة بيافرا ذات السيادة - سكان بيافرا الأصليين                                                       | محاولة الانفصال عن نيجيريا في عام 1967 أشعلت الحرب الأهلية النيجيرية |
| قسطانيون                     |       | اللغة الأكستانية والفرنسية والإيطالية والإسبانية                          | كاثوليكية                                                                | 16,000,000 | أوروبا          | فرنسا و موناكو و إيطاليا و إسبانيا (وادي أران)                                                               | أوكستانيا                                                                                           | القومية الأكستانية (الحزب الأكستاني وPartit de la Nacion Occitana وLibertat)                                    | حق تقرير المصير أو قدر أكبر من الاستقلال أو الانفصال التام عن فرنسا. |
| آساميون                      |       | اللغة الآسامية                                                            | هندوسية                                                                  | 15,000,000 | آسيا            | الهند | آسام                                                                                                | حركات انفصال آسام وULFA التمرد في شمال شرق الهند                                                                | الحكم الذاتي الإقليمي في آسام. |
| أويغور                       |       | اللغة الأويغورية                                                          | إسلام                                                                    | 15,000,000 | آسيا            | الصين و كازاخستان (223,100 (2009)) و أوزبكستان 55,220 (2008) و قرغيزستان 49,000 (2009) و روسيا 3,700 (2010)) | تركستان الشرقية (أويغورستان)                                                                        | حركات التحرير متشظية (منظمة تحرير تركستان الشرقية وحركة الاستقلال في تركستان الشرقية)                           | حكم ذاتي محدود في سنجان. |
| فلسطينيون                    |       | اللغة العربية                                                             | إسلام مع أقلية مسيحية                                                    | 13,000,000 | آسيا            | الضفة الغربية وقطاع غزة و الأردن و إسرائيل و سوريا و لبنان                                                   | فلسطين                                                                                              | قومية فلسطينية (منظمة التحرير الفلسطينية)                                                                       | حق تقرير المصير من قوة الاحتلال الإسرائيلي. |
| زولو                         |       | اللغة الزولوية                                                            | مسيحية ومعتقدات الزولو                                                   | 12,159,000 | إفريقيا         | جنوب إفريقيا و ليسوتو و زيمبابوي و إسواتيني                                                                  | كوازولو ناتال                                                                                       | حزب الحرية إنكاثا                                                                                               | استقلال محدود في منطقة كوازولو ناتال، التي حافظت على ملك الزولو [الإنجليزية] التقليدي. |
| بافاريون [الإنجليزية]        |       | اللغة الألمانية والبافارية                                                | مسيحية (كاثوليكية)                                                       | 12,500,000 | أوروبا          | ألمانيا | بافاريا                                                                                             | قومية بافارية حزب بافاريا                                                                                       | التداول السلمي للسلطة، مزيد من الحكم الذاتي أو الانفصال التام عن ألمانيا. |
| شعب الكونغو                  |       | لغة الكونغو واللينغالا والبرتغالية والفرنسية                              | المسيحية (كاثوليكية وبروتستانتية) والديانات الأفريقية التقليدية          | 10,000,000 | إفريقيا         | جمهورية الكونغو الديمقراطية و جمهورية الكونغو و أنغولا                                                       | مملكة الكونغو                                                                                       | قومية الكونغو وBundu dia Kongo                                                                                  | تاريخيا احتلت مملكة الكونغو المستقلة. |
| بلوش                         |       | اللغة البلوشية                                                            | إسلام                                                                    | 10,000,000 | آسيا            | باكستان و إيران و أفغانستان                                                                                  | بلوشستان                                                                                            | صراع بلوشستان وقومية البلوش                                                                                     | |
| القبايل                      |       | اللغة القبائلية ولهجة جزائرية                                             | إسلام                                                                    | 10,000,000 | إفريقيا         | الجزائر | منطقة القبائل                                                                                       | الحركة من أجل تقرير مصير في منطقة القبائل                                                                       | |
| عرب الأحواز                  |       | لهجات عربية                                                               | إسلام                                                                    | 1,320,000 | آسيا            | إيران | محافظة خوزستان                                                                                      | انفصال العرب في إيران حزب التضامن الديمقراطي للأحواز                                                            | تعتبر الأهواز نفسها وبقبائلها ال 30 أمة عربية متميزة. وتبحث عن تقرير المصير أو قدر أكبر من الحكم الذاتي أو الانفصال التام عن إيران. |
| أندلسيون                     |       | أندلسية إسبانية واللغة الإسبانية                                          | كاثوليكية)                                                               | 9,500,000 | أوروبا          | إسبانيا | الأندلس                                                                                             | قومية أندلسية                                                                                                   | انظر أيضاً: القوميات والإقليمية في إسبانيا. |
| شعب البورتوريكو [الإنجليزية] |       | اللغة الإسبانية والإنجليزية                                               | مسيحية (الغالب الكاثوليكية)                                              | 9,000,000 | أمريكا          | الولايات المتحدة                                                                                             | بورتوريكو                                                                                           | حزب بورتوريكو القومي وجيش تحرير بورتوريكو الوطني وجيش بوريكاو الشعبي وحزب استقلال بورتوريكو                     | أراضي غير مدمجة في الولايات المتحدة. |
| كتالان                       |       | اللغة الكتالونية، والإسبانية والأكستانية والفرنسية والإيطالية             | الكاثوليكية                                                              | 8,500,000 | أوروبا          | إسبانيا و إيطاليا و فرنسا                                                                                    | دول كاتالانية [الإنجليزية]                                                                          | حركة استقلال كتالونيا وقومية كتالونية                                                                           | انظر أيضاً: القومية والإقليمية في إسبانيا. |
| شعب الكيبك [الإنجليزية]      |       | لغة فرنسية                                                                | الكاثوليكية                                                              | 8,215,000 | أمريكا الشمالية | كندا | كيبك                                                                                                | حركة سيادة كيبك                                                                                                 | بلغ إجمالي عدد سكان مقاطعة كيبيك 8.2 مليون نسمة، أكثر من 80% منهم يتحدثون الفرنسية. |
| شعب المون                    |       | لغة المون                                                                 | بوذية                                                                    | 8,145,500 | آسيا            | ميانمار و تايلاند                                                                                            | دولة مون                                                                                            | قومية المون [الإنجليزية] - حزب المون الوطني-حزب كل منطقة المون الديمقراطية                                      | موجودة تاريخيا في ممالك المون |
| شركس                         |       | اللغة الشركسية والروسية                                                   | إسلام                                                                    | 8,000,000 | أوروبا          | روسيا | شركيسيا                                                                                             | الحرب الروسية الشركسية، قومية شركسية                                                                            | حكم ذاتي إقليمي في شركيسيا. |
| شعب شوابيا [الإنجليزية]      |       | شوابية ألمانية واللغة الألمانية                                           | مسيحية (الكاثوليكية والكنيسة الانجيلية في المانيا (لوثرية وكالفينية))    | 7,500,000 (تقديري) | أوروبا          | ألمانيا | شوابيا (ومنها شفابن)                                                                                | القومية الشوابية والرابطة الشوابية                                                                              | انظر أيضا العداء للشوابية [الإنجليزية] |
| شعب الهونغ كونغ              |       | هونغ كونغ كانتونية وهونغ كونغ انجليزية                                    | ديانة صينية                                                              | 7,184,000 | آسيا            | الصين | هونغ كونغ                                                                                           | حركة هونغ كونغ للحكم الذاتي واستقلال هونغ كونغ                                                                  | منطقة إدارية خاصة مع درجة عالية من الحكم الذاتي. |
| شعب الكارين                  |       | لغة الكارين                                                               | مسيحية وتيرافادا                                                         | 7,000,000 | آسيا            | ميانمار، تايلاند                                                                                             | كاوثولي                                                                                             | قومية الكارين واتحاد كارين الوطني وجيش تحرير كارين الوطني                                                       | |
| شعب المايا                   |       | لغات المايا                                                               | مسيحية (الكنيسة الرومانية الكاثوليكية), عقيدة المايا                     | 7,000,000 | أمريكا الشمالية | غواتيمالا، المكسيك، بليز، هندوراس، السلفادور                                                                 | وسط أمريكا                                                                                          | حركة عموم المايا، ريغوبيرتا مينتشو، زاباتيستا                                                                   | موجودة تاريخيا في المايا |
| تتار الفولغا                 |       | اللغة التترية والروسية                                                    | إسلام                                                                    | 7,000,000 | أوروبا          | روسيا | تتارستان                                                                                            | مركز جميع التتار العام                                                                                          | حكم ذاتي إقليمي في تتارستان. |
| شعب التبت                    |       | اللغة التبتية                                                             | بوذية                                                                    | 7,000,000 | آسيا            | الصين | التبت                                                                                               | حركة استقلال التبت                                                                                              | حكم ذاتي محدود في منطقة التبت ذاتية الحكم. |
| غوركا الهندية                |       | اللغة النيبالية                                                           | هندوسية                                                                  | 6,360,000 | آسيا            | الهند | غوركاستان                                                                                           | جبهة تحرير غوركا الوطنية وغوركا جان موكتي مورتشا                                                                | غوركالاند هي ولاية مقترحة في الهند طالب بها شعب مقاطعة دارجيلنغ وشعب غوركا الهندية من أصل عرقي في شمال من ولاية بنغال الغربية. |
| الريفيون                     |       | لهجة تريفيت                                                               | إسلام                                                                    | 6,000,000 | إفريقيا         | المغرب و إسبانيا                                                                                             | جبال الريف                                                                                          | حروب الريف وجمهورية الريف                                                                                       | 95% من الأراضي خاضعة للمغرب، بينما يخضع الباقي للحكم الإسباني في سبتة ومليلية المتمتعتين بالحكم الذاتي. |
| شعب شان                      |       | لغة شان                                                                   | بوذية                                                                    | 6,000,000 | آسيا            | ميانمار | ولاية شان                                                                                           | جيش دولة شان وإعلان الاستقلال في 2005; انظر أيضا: هسو خان فا                                                    | |
| الشعب الكشميري               |       | اللغة الكشميرية                                                           | إسلام                                                                    | 5,600,000 | آسيا            | الهند و باكستان و الصين                                                                                      | كشمير                                                                                               | التمرد في جامو وكشمير                                                                                           | تحت إدارة الهند (وادي كشمير وجامو ولداخ) وباكستان (آزاد كشمير وغلغت-بلتستان) والصين (أكساي تشين). |
| الوالون                      |       | لغة والون والفرنسية ولغة بيكارد                                           | الكاثوليكية                                                              | 3,500,000 | أوروبا          | بلجيكا و فرنسا                                                                                               | والونيا                                                                                             | اتقسيم بلجيكا، حركة والون                                                                                       | حكم ذاتي إقليمي في والونيا; طلب الاستقلال من بلجيكا أو الاتحاد مع فرنسا. |
| شعب لوزي                     |       | لوزي                                                                      | مسيحية                                                                   | 5,153,000 | إفريقيا         | زامبيا | بروتسلاند                                                                                           | جبهة باروتسي الوطنية                                                                                            | |
| شعب بلنسية [الإنجليزية]      |       | اللغة البلنسية والكتالونية والإسبانية                                     | الكاثوليكية                                                              | 5,111,706 | أوروبا          | إسبانيا | منطقة بلنسية                                                                                        | قومية بلنسية | انظر أيضاً: القومية والإقليمية في إسبانيا. |
| مورو                         |       | اللغة الفلبينية واللغات الأخرى                                            | إسلام                                                                    | 5,100,000 | آسيا            | الفلبين | بانجسامورو                                                                                          | الجبهة الوطنية لتحرير مورو وجبهة تحرير مورو الإسلامية                                                           | |
| فلمنك                        |       | اللغة الهولندية والفلمنية الغربية والشرقية وبيكارد والفرنسية              | الكاثوليكية، أقلية بروتستانتية في (فلاندرز الزيلندية)                    | 7,000,000 | أوروبا          | فرنسا و بلجيكا و هولندا                                                                                      | كونتية فلاندرز (فلاندرز الفرنسية وكاليه الإنجليزية وفلاندرز الغربية والشرقية والزيلندية وتورنايسيس) | التحالف الفلمنكي الجديد والرغبة الفلمنكية والحركة الفلمنكية                                                     | الاستقلال وإعادة توحيد فلاندرز أو الاتحاد مع هولندا. |
| شعب كوكي-ميزو-زو-تشين        |       | لغة كوكي-تشين                                                             | مسيحية                                                                   | 5,000,000 | آسيا            | ميانمار و بنغلاديش و الهند                                                                                   | ولايات ميزورام وزوقام وتشين                                                                         | جبهة ميزو الوطنية وجبهة تشين الوطنية وجيش كيكو الوطني وجيش زومي الثوري وقومية زومي                              | شعوب كوكي-ميزو-زو-تشين هي مجموعات عرقية لها عدة أسماء وتتحدث لهجات مختلفة. |
| إسكتلنديون                   |       | اللغة الإسكتلندية وغيلية إسكتلندية وإنجليزية إسكتلندية                    | مسيحية (بروتستانتية وأقلية الكاثوليكية)                                  | 5,000,000 (داخل إسكتلندا) | أوروبا          | المملكة المتحدة                                                                                              | إسكتلندا                                                                                            | استقلال إسكتلندا                                                                                                | حكم ذاتي اقليمي في إسكتلندا. |
| صقليون                       |       | اللغة الصقلية والإيطالية وغالو-إيطالي الصقلية وأربيريشية                  | الكاثوليكية                                                              | 5,000,000 (داخل صقلية) | أوروبا          | إيطاليا | صقلية                                                                                               | القومية الصقلية                                                                                                 | حكم ذاتي اقليمي في صقلية. |
| أتشيهيون                     |       | اللغة الأتشيهية                                                           | إسلام                                                                    | 4,200,000 | آسيا            | إندونيسيا | آتشيه                                                                                               | التمرد في آتشيه                                                                                                 | حكم ذاتي اقليمي في آتشيه. |
| همونغ                        |       | لغة الهمونغ                                                               | بوذية وديانات محلية                                                      | 4,000,000 | آسيا            | لاوس و الصين و فيتنام و تايلاند                                                                              | منظمة الأمم والشعوب غير الممثلة                                                                     | التمرد في لاوس                                                                                                  | |
| نورمان                       |       | اللغة النورمندية والفرنسية والإنجليزية                                    | الكاثوليكية                                                              | مابين 3,500,000 و6,000,000 | أوروبا          | فرنسا، جيرزي، غيرنزي ‏                                                                                        | دوقية نورماندي                                                                                      | حركة النورماند                                                                                                  | حكم ذاتي اقليمي، إعادة توحيد نورماندي |
| روهينغيا                     |       | اللغة الروهينغية                                                          | إسلام                                                                    | 3,600,000 | آسيا            | ميانمار | ولاية روهنغ                                                                                         | صراع الروهينغا                                                                                                  | لم تعترف الحكومة البورمية بأقلية الروهينجا بأنها مجموعة عرقية أصلية. |
| أفريقان                      |       | اللغة الأفريقانية                                                         | مسيحية                                                                   | 3,500,000 | إفريقيا         | جنوب إفريقيا و ناميبيا                                                                                       | فولكستات                                                                                            | قومية أفريقانية - جبهة الحرية                                                                                   | الأفريقان هي مجموعة عرقية تريد الاستقلال أو الانفصال التام عن جنوب إفريقيا. |
| آشوريون/سريان/كلدان          |       | لهجة آرامية آشورية حديثة والآرامية الكلدانية الحديثة وطورية               | مسيحية (الكنيسة الكلدانية الكاثوليكية مسيحية سريانية)                    | 3,300,000 | آسيا            | سوريا و العراق و إيران و تركيا                                                                               | آشوريا                                                                                              | القومية الآشورية وحركة الاستقلال الآشورية                                                                       | يقطنون في أراضي آشور التاريخية. |
| بريطون                       |       | اللغة البريتانية والفرنسية وغالو ‏                                         | الغالبية كاثوليكية                                                       | 3,120,288 | أوروبا          | فرنسا | بريتاني                                                                                             | قومية البريطون                                                                                                  | يقطنون في أراضي مملكة بريطاني التاريخية |
| باسكيون                      |       | لغة بشكنشية والفرنسية والإسبانية                                          | الكاثوليكية                                                              | 3,000,000 | أوروبا          | فرنسا و إسبانيا                                                                                              | بلاد البشكنش                                                                                        | القومية الباسكية                                                                                                | انظر:القومية والإقليمية في إسبانيا. |
| تركمان العراق                |       | اللغة التركية، اللغة الأذرية                                              | إسلام                                                                    | 3,000,000 | آسيا            | العراق | الإقليم التركماني العراقي                                                                           | الجبهة التركمانية العراقية                                                                                      | يجب عدم الخلط بينهم وبين تركمان سوريا في اللاذقية أو التركمان في تركمانستان في آسيا الوسطى الذين لا يشاركونهم سوى أسماءهم العرقية. |
| تاميليو سريلانكا             |       | اللغة التاميلية                                                           | هندوسية (الأغلبية شيفاوية)                                               | 3,000,000 | آسيا            | سريلانكا | إيلام التاميلية                                                                                     | قومية التاميل السريلانكية وقومية التاميل وLTTE والحرب الأهلية السريلانكية وTGTE وقرار فادوكوداي                 | طلب الحكم الذاتي في المقاطعة الشمالية الشرقية أو الانفصال التام عن سريلانكا. |
| غاليون                       |       | اللغة الويلزية وانجليزية                                                  | (بروتستانتية)                                                            | 3,000,000 | أوروبا          | المملكة المتحدة                                                                                              | ويلز                                                                                                | استقلال ويلز وقومية ويلزية وميبيون غليندور وبلايد كمري                                                          | حكم ذاتي في ويلز. |
| شعب غاليسي                   |       | اللغة الغاليسية والإسبانية والبرتغالية                                    | الكاثوليكية                                                              | 2,800,000 | أوروبا          | إسبانيا | جليقية                                                                                              | قومية جليقية | انظر: القومية والإقليمية في إسبانيا. يقطنون في أراضي مملكة جليقية التاريخية. |
| كاشين                        |       | جنكبو وزايوا ومارو ولاشي وآزي                                             | البوذية والمسيحية والأرواحية                                             | 2,750,000 (2002) | آسيا            | ميانمار | ولاية كاشين                                                                                         | جيش استقلال كاشين ومنظمة كاشين المستقلة ونزاع كاشين                                                             | تشكل قبائل تلال كاشين أمة كاشين. |
| شعب الأرغون                  |       | اللغة الأراغونية واللغة الإسبانية                                         | الكاثوليكية                                                              | 2,278,000 (فقط إسبانيا) | أوروبا          | إسبانيا | منطقة أرغون                                                                                         | قومية أراغونية                                                                                                  | انظر:القومية والإقليمية في إسبانيا. يقطنون في أراضي مملكة أرغون التاريخية. |
| شعب ميتيي                    |       | لغة ميتيي                                                                 | هندوسية                                                                  | 2,500,000 | آسيا            | الهند | مانيبور                                                                                             | UNLF وPLA والتمرد في مانيبور والحرب الأنجلو-مانيبور                                                             | يقطنون في أراضي مملكة مانيبور التاريخية. |
| شيشانيون                     |       | اللغة الشيشانية، اللغة الروسية                                            | إسلام                                                                    | 2,000,000 | أوروبا          | روسيا | الشيشان                                                                                             | الحرب الشيشانية الثانية وجمهورية الشيشان إشكيريا                                                                | حكم ذاتي اقليمي في شيشانيا. |
| شعب ناجا                     |       | لهجات تبتية-بورمية / ناجامية مولدة                                        | مسيحية                                                                   | 2,000,000 | آسيا            | الهند | ناجالاند                                                                                            | مجلس ناجا الوطني والتمرد في شمال شرق الهند                                                                      | حكم ذاتي اقليمي في ناجالاند. |
| شعب شمال أيرلندا             |       | لغة إنجليزية وأولسترية إسكتلندية والأيرلندية                              | الكاثوليكية ومشيخية)                                                     | 1,810,863 | أوروبا          | المملكة المتحدة                                                                                              | أيرلندا الشمالية                                                                                    | قومية ألستر، أولستر الطريق الثالث، بعض الفصائل من رابطة دفاع ألستر                                              | السعي لاستقلال أيرلندا الشمالية عن المملكة المتحدة دون الانضمام إلى جمهورية أيرلندا. |
| شعب الألزاس                  |       | اللغة الألزاسية والفرنسية والألمانية                                      | أكثرية كاثوليكية ومعها أقلية بروتستانتية                                 | ~1,800,000 | أوروبا          | فرنسا | ألزاس                                                                                               | حركة استقلال ألزاس وألزاس أولا وأنسر لاند                                                                       | تداول سلمي للسلطة الوطنية، مزيد من الحكم الذاتي أو الانفصال التام عن فرنسا. |
| سردينيون                     |       | اللغة السردينية والكورسيكية والإيطالية والكتالانية والليغورية             | الكاثوليكية                                                              | 1,661,521 | أوروبا          | إيطاليا | سردينيا                                                                                             | القومية السردينية                                                                                               | تداول سلمي للسلطة الوطنية، مزيد من الحكم الذاتي أو الانفصال التام عن إيطاليا. |
| كناريون                      |       | لغة غوانش (منقرضة) اللغة الإسبانية                                        | الكاثوليكية                                                              | 1,600,000 | إفريقيا         | إسبانيا | جزر الكناري                                                                                         | القومية الكنارية                                                                                                | تداول سلمي للسلطة الوطنية، مزيد من الحكم الذاتي أو الانفصال التام عن الأراضي الإسبانية. |
| قومية ريوكيو                 |       | لغات جزر ريوكيو واللغة اليابانية                                          | بوذية                                                                    | 1,600,000 | آسيا            | اليابان | جزر ريوكيو                                                                                          | حركة استقلال ريوكيو                                                                                             | تقطن في أراضي مملكة ريوكيو التاريخية. |
| فريزيون                      |       | لغة فريزية والهولندية والألمانية والدنماركية                              | البروتستانتية والكاثوليكية                                               | 1,500,000 | أوروبا          | هولندا والدنمارك وألمانيا                                                                                    | فريزيا                                                                                              | حزب فريزيا الوطني ومجموعة آوريش                                                                                 | إنشاء دولة فريزية جديدة. |
| شعب تريبوري                  |       | كوكبوروك                                                                  | هندوسية                                                                  | 1,520,000 (2002) | آسيا            | الهند | ترايبورا                                                                                            | قومية تريبوري، قوة نمور جميع تريبورا، جبهة تحرير تريبورا الوطنية                                                | استوطنوا في أراضي مملكة تويبرا التاريخية. في سنة 1949 كانت نسبة التريبوريين في تريبورا 85٪، ولكنهم شكلوا 29% في سنة 2002 وأصبحوا أقلية في موطنهم. |
| بودوويون                     |       | اللغة البودووية                                                           | الدين البوثيسي                                                           | 1,300,000 | آسيا            | الهند | أرض البودو                                                                                          | قومية بودووية، الجبهة الوطنية الديمقراطية لبودولاند                                                             | تداول سلمي للسلطة الوطنية، أو مزيد من الحكم الذاتي من الهند. |
| طوارق                        |       | لغة طارقية                                                                | إسلام                                                                    | 1,200,000 | إفريقيا         | مالي والنيجر                                                                                                 | أزواد                                                                                               | الحركة الوطنية لتحرير أزواد، ثورة الطوارق 2012، الصراع في شمال مالي                                             | تداول سلمي للسلطة الوطنية، أو مزيد من الحكم الذاتي أو الانفصال التام عن مالي. |
| مابوتشي                      |       | لغة مابوتشية                                                              | كاثوليكية                                                                | 1,000,000 | أمريكا          | الأرجنتين وتشيلي                                                                                             | أروكانيا                                                                                            | نزاع مابوتشي | |
| الشعب الأستوري               |       | اللغة الأستورية، اللغة الإسبانية                                          | كاثوليكية                                                                | 925,000 (2002) | أوروبا          | إسبانيا | منطقة أشتورية                                                                                       | القومية الأستورية                                                                                               | انظر:القومية والإقليمية في إسبانيا. |
| السيليزيون                   |       | اللغة السيليزية والبولندية والألمانية والتشيكية                           | الكاثوليكية                                                              | 900,000 | أوروبا          | بولندا والتشيك وألمانيا                                                                                      | سيليزيا                                                                                             | حركة سيليزيا للحكم الذاتي                                                                                       | موزعة بين سيليزيا العليا وسيليزيا السفلى. |
| لزجين                        |       | اللغة الليزغينية                                                          | إسلام                                                                    | 800,000+ | أوروبا          | روسيا، أذربيجان                                                                                              | لزجيستان                                                                                            | قومية لزجينية ‏                                                                                                  | توحيد شعب الليزجين في أذربيجان وداغستان (روسيا). |
| فور                          |       | اللغة الفوراوية والعربية                                                  | إسلام                                                                    | 800,000 | إفريقيا         | السودان | دارفور                                                                                              | الحرب في دارفور، حركة تحرير السودان                                                                             | يقطن في أراضي سلطنة دارفور السابقة. |
| ماوري                        |       | اللغة الماورية، انجليزية                                                  | مسيحية مع ديانات محلية                                                   | 750,000 | أوقيانوسيا      | نيوزيلندا | نيوزيلندا                                                                                           | حركة احتجاج الماوري                                                                                             | |
| أستراليون أصليون             |       | لغات السكان الأصليين                                                      | مسيحية (الغالبية من أنجليكية والكاثوليكية) مع ديانات محلية               | 680,000 | أوقيانوسيا      | أستراليا | أستراليا                                                                                            | الحركة مجزأة أو التركيز على مجموعات محددة من السكان الأصليين                                                    | |
| قرقلباغيون                   |       | اللغة القرقلباغية                                                         | إسلام                                                                    | 620,000 | آسيا            | أوزبكستان | قرقل باغستان                                                                                        | قرقل باغستان | حكم ذاتي اقليمي في قرقل باغستان |
| فريوليون                     |       | اللغة الفريولية، اللغة الإيطالية                                          | الكاثوليكية                                                              | 530,000 | أوروبا          | إيطاليا | فريولي                                                                                              | الجبهة الفريولية                                                                                                | الحكم الذاتي الإقليمي مع نظام أساسي خاص في فريولي فينيتسيا جوليا. |
| كورنيون                      |       | اللغة الكورنية، انجليزية كورنشية ‏، لغة إنجليزية                           | مسيحية                                                                   | 534,300 (only Cornwall) | أوروبا          | المملكة المتحدة                                                                                              | كورنوال                                                                                             | قومية كورنشية، ميبيون كرنو ‏، حزب كورنش القومي                                                                   | تداول سلمي للسلطة الوطنية أو مزيد من الحكم الذاتي من المملكة المتحدة. |
| هاوائيون أصليون              |       | اللغة الهاوائية                                                           | كاثوليكية وبروتستانتية مع معتقدات محلية                                  | 527,000 | أوقيانوسيا      | الولايات المتحدة                                                                                             | هاواي                                                                                               | حركة سيادة هاواي                                                                                                | يقطن في أراضي مملكة هاواي السابقة. |
| المورافيون                   |       | اللغة التشيكية (المورافية), اللغة السلوفاكية                              | تقليديا كاثوليكية حاليا لادينية                                          | 525,000 | أوروبا          | التشيك وسلوفاكيا                                                                                             | مورافيا                                                                                             | المورافيين | يقطن في أراضي مورافيا العظمى. |
| كاشوبيون                     |       | اللغة الكاشوبية                                                           | كاثوليكية                                                                | ~0.5 مليون (2002–07) منهم 233,000 من هوية قومية إثنية (2011)                                                                     | أوروبا          | بولندا | بوميرانيا                                                                                           | Kaszëbskô Jednota                                                                                               | شكل الكاشوبيون مع السلوفينسيون (انقرضوا) بوميرانيون من قبائل السلاف الغربيون. |
| شعب أوغوني                   |       | لغة أوغونية                                                               | مسيحية مع معتقدات محلية                                                  | 500,000 | إفريقيا         | نيجيريا | شعب أوغوني                                                                                          | الحركة من أجل بقاء شعب الأوغوني                                                                                 | |
| تتار القرم                   |       | لغة تتار القرم والروسية والأوكرانية                                       | إسلام                                                                    | 500,000 | أوروبا          | أوكرانيا | القرم                                                                                               | مجلس شعب تتار القرم جمهورية القرم ترحيل تتار القرم                                                              | كانت جمهورية القرم ذاتية الحكم، ولكن بعد التدخل العسكري الروسي في أوكرانيا وضم الاتحاد الروسي للقرم سنة 2014 بدأ سعيهم نحو الحكم الذاتي. |
| صحراويون                     |       | حسانية ولغات أمازيغية (نطق) والعربية (كتابة) والإسبانية (لغة تواصل مشترك) | مالكية) وصوفية                                                           | 500,000 | إفريقيا         | المغرب، الجزائر، موريطنية                                                                                    | الصحراء الغربية                                                                                     | نزاع الصحراء الغربية، جبهة البوليساريو، الجمهورية العربية الصحراوية الديمقراطية                                 | سيطرة جزئية من الجمهورية العربية الصحراوية الديمقراطية التي نصبت نفسها، والباقي تحت سيطرة المغرب. |
| ياكوت                        |       | اللغة الياقوتية، اللغة الروسية                                            | مسيحية، شامانية، تنغرية                                                  | 480,000–510,000 | آسيا            | روسيا | ياقوتيا                                                                                             | ثورة ياكوت (1918)                                                                                               | حكم ذاتي إقليمي في جمهورية ساخا، أعلن قادة ياكوت سيادة ياكوتيا سنة 1991 في محاولة للاستفادة من تفكك الاتحاد السوفيتي، على الرغم من عدم نجاح ذلك |
| تشام                         |       | لغة تشامية                                                                | إسلام وهندوسية وبوذية                                                    | 400,000 | آسيا            | فيتنام | الساحل الوسط جنوبي                                                                                  | الجبهة المتحدة لتحرير الأجناس المضطهدة، حركة حقوق تشام                                                          | يقطن في أراضي دولة تشامبا السابقة. وهم أقلية في فيتنام، ولاتعدهم الحكومة الفيتنامية من السكان الأصليين على الرغم من كونهم أصليين في المنطقة. حيث تواصل الحكومة بتدمير الأدلة على ثقافة تشام وآثارها.                                                 |
| كورسيكيون                    |       | اللغة الكورسيكية والفرنسية والليغورية والإيطالية                          | كاثوليكية                                                                | 322,120 | أوروبا          | فرنسا | كورسيكا                                                                                             | Corsica Libera                                                                                                  | سلطة اقليمية في فرنسا. |
| نافاجو                       |       | نافاهو، Navajo Sign Language                                              | معتقدات نافاجو وكاثوليكية                                                | 300,460 | أمريكا          | الولايات المتحدة                                                                                             | محمية نافاجو                                                                                        | حروب نافاجو | حكم ذاتي اقليمي في محمية نافاجو. |
| توفانيون                     |       | لغات التوفان والروسية والصينية والمنغولية                                 | بوذية تبتية، تنغرية                                                      | 300,000 | آسيا            | روسيا، منغوليا، الصين                                                                                        | توفا                                                                                                | جبهة شعب توفا الحر، حزب سيادة شعب توفا                                                                          | حكم ذاتي اقليمي في توفا. |
| قومية سيكيمية                |       | لغة سيكيمية                                                               | هندوسية، بوذية، مسيحية                                                   | 290,000 | آسيا            | الهند | سيكيم                                                                                               | لجنة رئاسة سيكيم بوذيا لبشا                                                                                     | كانت مملكة سيكيم بالسابق. وينقسم شعب السيكيم بين قوميات لبشا وليمبو وبوذيا، وفي سنة 1990 أعلن قادة سيكيم الوطنيين أن ضم الهند لسيكيم هو أمر غير قانوني                                                                                               |
| لاكوتا                       |       | لغة لاكوتا، إنجليزية أمريكية                                              | مسيحية مع معتقدات محلية                                                  | 170,000 | أمريكا          | الولايات المتحدة                                                                                             | لاكوتا                                                                                              | حروب سو، حركة حرية لاكوتا                                                                                       | سياسات المحميات الهندية. |
| قومية سامي                   |       | لغات السامي والنرويجية والسويدية والفنلندية والروسية                      | مسيحية وأرواحية                                                          | 163,400 | أوروبا          | النرويج والسويد وفنلندا وروسيا                                                                               | لابي                                                                                                | نشاطات قومية السامي                                                                                             | لها برلمانات خاصة بها في النرويج والسويد وفنلندا ولكن تلك المجموعات تسعى إلى مزيد من الحكم الذاتي الإقليمي. |
| إنويت                        |       | لغات إنويت والدنماركية                                                    | مسيحية مع معتقدات محلية                                                  | 135,991 | أمريكا          | كندا والولايات المتحدة والدنمارك                                                                             | سيبيريا وألاسكا وشمالي كندا وجرينلاند                                                               | استفتاء على جرينلاند، Inuit Tapiriit Kanatami                                                                   | حكم شبه مستقل في غرينلاند مع حكم ذاتي في الدنمارك. |
| قومية باميرية                |       | لغة باميرية                                                               | إسماعيلية مع أقلية سنية                                                  | 135,000 | آسيا            | طاجيكستان | بدخشان                                                                                              | قومية باميرية، Lali Badakhshan party ‏، الحرب الأهلية الطاجيكية                                                  | حكم ذاتي إقليمي في مقاطعة بدخشان الجبلية ذاتية الحكم |
| أكاديون                      |       | أكادية فرنسية وإنجليزية أمريكية وفرنسية وإنجليزية                         | كاثوليكية مع أقلية لادينية                                               | 102,250 (في الأراضي والجزر الكندية)                                                                                              | أمريكا الشمالية | الولايات المتحدة وكندا                                                                                       | أكاديا                                                                                              | جرت عدة محاولات لتقسيم مقاطعة أروستوك قبالة ولاية ماين كما ظهرت جمهورية ماداواسكا قصيرة العمر في عقد 1800       | |
| مانكسيون                     |       | اللغة المنكية إنجليزية جزر المان الإنجليزية                               | مسيحية                                                                   | 89,000 (2002) | أوروبا          | المملكة المتحدة                                                                                              | جزيرة مان                                                                                           | Mec Vannin | جزيرة مان هي تابعة لحكم التاج البريطاني. |
| كاريليون                     |       | اللغة الكاريلية والروسية والفنلندية                                       | مسيحية                                                                   | 77,000 | أوروبا          | فنلندا، روسيا                                                                                                | كاريليا                                                                                             | ثورة الكاريليين الشرقيين                                                                                        | منقسمة إلى كاريليا الشرقية والغربية. |
| روسينيون                     |       | اللغة الروسينية الأوكرانية السلوفاكية الصربية                             | مسيحية                                                                   | 68,000 (رسميا; ولكن الرقم الحقيقي قد يصل 1.2 مليون)                                                                              | أوروبا          | أوكرانيا وسلوفاكيا وصربيا وبولندا والمجر ورومانيا                                                            | روثينيا الكارباتية                                                                                  | المؤتمر العالمي للروسينيون، روسينيون                                                                            | لاتعترف أوكرانيا بالقومية الروسينية ولا يظهر في التعداد الأوكراني. ويُعرّف العديد من الروسينيون المتحدثين بلهجات ليمكو وهاتسول باسم الليمكو والهاتسولن. وتعد قومية بانونيان روسين أقلية في صربيا وكرواتيا.                                             |
| فارويون                      |       | اللغة الفاروية واللغة الدنماركية                                          | مسيحية                                                                   | 66,000 | أوروبا          | الدنمارك | جزر فارو                                                                                            | حركة الاستقلال الفاروية                                                                                         | حكم ذاتي إقليمي في جزر فارو. |
| صوربيون                      |       | لغات صوربية والتشيكية والألمانية                                          | مسيحية                                                                   | 60,000–70,000 (تقديري) | أوروبا          | ألمانيا والتشيك                                                                                              | لوساتيا                                                                                             | دومووينا | منقسمة إلى الصوربية العليا والسفلى. |
| آينو                         |       | لغة الأينو، شعوب اليابان، اللغة الروسية                                   | أرواحية وشنتو وبوذية ومسيحية                                             | 25,000 – 200,000 (تقديري) | آسيا            | اليابان وروسيا                                                                                               | هوكايدو                                                                                             | حركة آينو | تسعى إلى مزيد من الاستقلال في اليابان |
| أوركاديون                    |       | لغة نورن (منقرضة) وإنجليزية إسكتلندية والإسكتلندية                        | مسيحية                                                                   | 21,349 | أوروبا          | المملكة المتحدة                                                                                              | جزر أوركني                                                                                          | حركة أوركني وشتلاند                                                                                             | كانت قديما جزء من إيرلية أوركني (مع شتلاند). وقد أمل العديد من الأوركاديون بالحصول على مزيد من الحكم الذاتي من الحكومة البريطانية، ووعدتهم بمزيد من الصلاحيات في حالة الاستقلال الإسكتلندي ويأملون الآن بمزيد من الحكم الذاتي من الحكومة الإسكتلندية |
| قومية رابا نوي               |       | لغة رابا نوي واللغة الإسبانية                                             | مسيحية                                                                   | 5,682 | أوقيانوسيا      | تشيلي | جزيرة القيامة                                                                                       | حركة استقلال راپا نوي                                                                                           | برلمان رابا نوي هي منظمة مؤيدة للاستقلال |